# 미하일로 페트로비치
미하일로 페트로비치(세르비아어: Михаило Петровић, 영어: Mihailo Petrović, 1957년 10월 18일 ~ )는 세르비아의 전 축구 선수이다.